# Binh chủng
Binh chủng là một bộ phận của quân chủng, làm chức năng trực tiếp chiến đấu, hoặc bảo đảm chiến đấu có vũ khí, trang bị kĩ thuật, phương pháp tác chiến và hoạt động đặc thù. Mỗi quân chủng có một số binh chủng đặc thù. Theo truyền thống, một số bộ đội chuyên môn cũng được gọi là binh chủng (BC công binh, BC thông tin liên lạc, vv.).
Tư lệnh và chính ủy binh chủng thường mang quân hàm Thiếu tướng hoặc đại tá.Các binh chủng bao gồm các binh chủng nổi tiếng như bộ binh , không quân , hải quân , biên phòng là những binh chủng thường được sử dụng để chiến đáu ngoài mặt trận 